# Матюшино (Московская область)
Матюшино — деревня в Пушкинском районе Московской области России, входит в состав сельского поселения Ельдигинское. Население — 66 чел. (2010).

## География
Расположена на севере Московской области, в западной части Пушкинского района, примерно в 10 км к северу от центра города Пушкино и 25 км от Московской кольцевой автодороги. В 3 км к востоку — линия Ярославского направления Московской железной дороги, в 5 км к востоку — Ярославское шоссе М8, в 4 км к северу — Московское малое кольцо А107, в 7 км к юго-западу — Учинское водохранилище системы канала имени Москвы.
В деревне две улицы — Лесная и Родниковая, приписано три садоводческих товарищества. Ближайшие населённые пункты — село Ельдигино, деревни Дарьино, Зимогорье и Петушки, ближайшая железнодорожная станция — платформа Зеленоградская. 

## Транспорт
- 37 (пл. Зеленоградская — Алёшино — Ординово — Новое Гришино) [4].

## Население
| 1859 | 1890 | 1899 | 1926 | 2002 | 2006 | 2010 |
| ---- | ---- | ---- | ---- | ---- | ---- | ---- |
| 58   | ↘56  | →56  | ↗87  | ↘53  | →53  | ↗66  |

## История
В «Списке населённых мест» 1862 года — владельческое сельцо 1-го стана Дмитровского уезда Московской губернии по правую сторону Московско-Ярославского шоссе (из Ярославля в Москву), в 30 верстах от уездного города и 30 верстах от становой квартиры, при пруде, с 9 дворами и 58 жителями (28 мужчин, 30 женщин).
По данным на 1899 год — деревня Богословской волости Дмитровского уезда с 56 жителями.
В 1913 году — 11 дворов, имение Чуфранова.
По материалам Всесоюзной переписи населения 1926 года — деревня Ельдигинского сельсовета Софринской волости Сергиевского уезда Московской губернии в 4,3 км от Ярославского шоссе и 5,3 км от станции Софрино Северной железной дороги, проживало 87 жителей (44 мужчины, 43 женщины), насчитывалось 18 хозяйств, из которых 12 крестьянских.
1994—2006 гг. — деревня Ельдигинского сельского округа Пушкинского района.
С 2006 года — деревня сельского поселения Ельдигинское Пушкинского муниципального района Московской области.